# Cizkrajov
Cizkrajov är en ort i Tjeckien.   Den ligger i regionen Södra Böhmen, i den centrala delen av landet, 140 km sydost om huvudstaden Prag. Cizkrajov ligger 479 meter över havet och antalet invånare är 581.
Terrängen runt Cizkrajov är huvudsakligen lite kuperad. Cizkrajov ligger nere i en dal. Runt Cizkrajov är det ganska glesbefolkat, med 38 invånare per kvadratkilometer. Närmaste större samhälle är Slavonice, 4,6 km sydväst om Cizkrajov. I omgivningarna runt Cizkrajov växer i huvudsak blandskog.